# Nadine Prohaska
Nadine Prohaska (* 15. August 1990 in Wien) ist eine ehemalige österreichische Fußballspielerin, die zuletzt beim deutschen Bundesligisten SC Sand unter Vertrag stand und für die A-Nationalmannschaft spielte.

## Karriere

### Vereine
Prohaska begann neunjährig beim Post Sportverein Wien mit dem Fußballspielen (gemeinsam mit Jungen) und wechselte 2004 zum USC Landhaus Wien, für den sie zwei Spielzeiten absolvierte. 2007 verpflichtete sie der österreichische Bundesligist und amtierende Meister SV Neulengbach, für den sie ebenfalls zwei Spielzeiten bestritt und zweimal das Double, Meisterschaft und Pokal gewann. Ihr Debüt gab sie am 19. August 2007 (2. Spieltag) beim 6:0-Sieg im Heimspiel gegen den FC Südburgenland; ihr erstes Ligator erzielte sie am 8. September 2007 (4. Spieltag) beim 8:1-Sieg im Heimspiel gegen Wacker Innsbruck mit dem Treffer zum zwischenzeitlichen 6:1 in der 66. Minute.
Zur Saison 2009/10 verpflichtete sie der FC Bayern München, für dessen zweite Mannschaft sie 34 Mal in der 2. Bundesliga Süd zum Einsatz kam und vier Tore erzielte. Ihr Debüt gab sie am 20. September 2009 (1. Spieltag) beim 1:1-Unentschieden im Heimspiel gegen den ASV Hagsfeld; ihr erstes Tor war der Treffer am 3. April 2010 (14. Spieltag) zum 1:1-Endstand im Auswärtsspiel gegen den TuS Wörrstadt. Für die erste Mannschaft saß sie bereits am 20. September 2009 (1. Spieltag) auf der Ersatzbank, als ihrer Mannschaft im Heimspiel gegen die SG Essen-Schönebeck ein 3:0-Sieg gelang – wenige Stunden vor ihrem Zweitligadebüt! Ihr Bundesligadebüt dauerte 58 Minuten, als ihre Mannschaft am 15. August 2010 (1. Spieltag) im Auswärtsspiel gegen den Herforder SV mit 2:0 siegreich war. Vom 23. April bis 21. Mai 2011 nahm Prohaska mit der Bundesligamannschaft am Bundesliga-Cup teil, den sie mit der Mannschaft gegen den Deutschen Meister 1. FFC Turbine Potsdam mit 2:1 gewann.
Am 22. Dezember 2011 unterschrieb Prohaska einen Vertrag beim ASV Spratzern, für den sie am 5. August 2012 (1. Spieltag) beim 2:0-Sieg im Auswärtsspiel gegen SKV Altenmarkt debütierte. Ihr erstes Ligator erzielte sie am 7. Oktober 2012 (6. Spieltag) beim 4:1-Sieg im Heimspiel gegen FC SHT Südburgenland mit dem Treffer zum zwischenzeitlichen 3:0 in der 67. Minute.
Zur Saison 2013/14 wurde die Frauenfußballabteilung als FSK St. Pölten ausgegliedert und am 17. Juni 2016 in den SKN St. Pölten eingegliedert.
Zur Saison 2018/19 wurde sie vom SC Sand verpflichtet.
Im September 2020 gab sie ihr Karriereende bekannt.

### Nationalmannschaft
Nachdem Prohaska der Auswahl des Landesausbildungszentrum Wien angehörte und auch für die U16-/U18-Bundesländerauswahl Wien zum Einsatz gekommen war, gelang ihr der Sprung sowohl in die U19- als auch in die A-Nationalmannschaft. In letztgenannter debütierte sie am 25. Juni 2008 im Qualifikationsspiel für die Europameisterschaft 2009 beim 2:0-Sieg über die Auswahl Israels in Bet Scheʾan mit Einwechslung für Irene Fuhrmann zur zweiten Halbzeit. Ihr erstes Länderspieltor erzielte sie am 27. April 2011 in Stojnci beim 5:0-Sieg über die Auswahl Sloweniens mit dem Treffer zum 3:0 in der 62. Minute.
Erstmals erreichte sie mit der A-Nationalmannschaft in der Qualifikation für die Europameisterschaft 2013 als Gruppen-Zweiter die Ausscheidungsspiele um die Teilnahme an der Endrunde, scheiterte jedoch an der Auswahlmannschaft Russlands, da das Hinspielergebnis von 0:2 im Rückspiel mit 1:1 nicht mehr reichte.
Vier Jahre später schloss sie mit der Mannschaft die Gruppe 8 der 2. Qualifikationsrunde für die Europameisterschaft 2017 als Zweitplatzierter hinter Norwegen ab und qualifizierte sich erstmals für ein bedeutsames Turnier, nachdem man ein Jahr zuvor als Erstteilnehmer das Turnier um den Zypern-Cup gewann. Die Mannschaft erreichte bei der Women’s Euro 2017 das Semifinale.

## Erfolge
- Halbfinalist der Europameisterschaft 2017
- Zypern-Cup-Sieger 2016
- Bundesliga-Cup-Sieger 2011 (mit dem FC Bayern München)
- Österreichischer Meister 2008, 2009 (mit dem SV Neulengbach), 2017, 2018 (mit dem SKN St. Pölten)
- Österreichischer Pokalsieger 2008, 2009 (mit dem SV Neulengbach), 2017, 2018 (mit dem SKN St. Pölten)

## Auszeichnungen
- Österreichische Sportlerin des Jahres 2017 als Spielerin der Nationalmannschaft bei der EM